# Cuq-Toulza
Cuq-Toulza is een gemeente in het Franse departement Tarn (regio Occitanie) en telt 547 inwoners (2004). De plaats maakt deel uit van het arrondissement Castres.

## Geografie
De oppervlakte van Cuq-Toulza bedraagt 22,8 km², de bevolkingsdichtheid is 24,0 inwoners per km².
De onderstaande kaart toont de ligging van Cuq-Toulza met de belangrijkste infrastructuur en aangrenzende gemeenten.

## Demografie
Onderstaande figuur toont het verloop van het inwonertal (bron: INSEE-tellingen).